# Aralakuppe, Krishnarajpet
Aralakuppe là một làng thuộc tehsil Krishnarajpet, huyện Mandya, bang Karnataka, Ấn Độ.